# Hygrochroa vitrea
Hygrochroa vitrea är en fjärilsart som beskrevs av William Schaus 1910. Hygrochroa vitrea ingår i släktet Hygrochroa och familjen silkesspinnare. Inga underarter finns listade i Catalogue of Life.